# Two Rivers (Alaska)
Two Rivers is een plaats (census-designated place) in de Amerikaanse staat Alaska, en valt bestuurlijk gezien onder Fairbanks North Star Borough.

## Demografie
Bij de volkstelling in 2000 werd het aantal inwoners vastgesteld op 482.

## Geografie
Volgens het United States Census Bureau beslaat de plaats een oppervlakte van
73,9 km², geheel bestaande uit land.

## Plaatsen in de nabije omgeving
De onderstaande figuur toont nabijgelegen plaatsen in een straal van 32 km rond Two Rivers.